# Frederic Augustus Lucas
Pour les articles homonymes, voir Lucas.
Frederic Augustus Lucas est un directeur de muséum et un zoologiste américain, né le 25 mars 1852 à Plymouth (Massachusetts) et mort le 9 février 1929 à Flushing.

## Biographie
Il apprend, sur le navire de son père, Augustus Henry Lucas, le métier de marin et se passionne, très jeune, pour les oiseaux. Il apprend la taxidermie dans une boutique de charpentier. Il accomplit plusieurs voyages qui vont marquer sa vie. Le premier, en 1861-1862, le conduit de New York à San Francisco puis au Japon, en Chine et retour en Amérique du Nord en passant par le sud de l’Afrique. Le second, en 1869-1870, le conduit à Valparaíso, Callao et aux Îles Chincha où il relâche durant trois mois. Il retourne à Boston après s’être arrêté à Londres. Il décide de vivre de la récolte des oiseaux et de leur taxidermie.
Il est alors embauché par l’entreprise de Henry Augustus Ward (1834-1906) qui fournit du matériel pédagogique comme des animaux naturalisés, des squelettes articulés ou montés et d’autres objets. Outre qu’il se perfectionne dans les méthodes utilisées pour la conservation des spécimens d’histoire naturelle, Lucas découvre le monde scientifique. Il fait ainsi la rencontre de Joel Asaph Allen (1838-1921) qui l’aide à réaliser sa première publication.
En 1882, le National Museum of Natural History commençait à être transféré dans un nouveau bâtiment. George Brown Goode (1851-1896) l’appelle auprès de lui pour l’assister à réaliser les installations pédagogiques. Lucas se marie le 13 février 1884 avec Annie J. Edgard, union dont naîtront deux filles. En 1887, il devient conservateur assistant en anatomie comparée, puis conservateur en 1893. Lucas fait paraître de nombreuses publications notamment sur l’ostéologie et l’anatomie des oiseaux.
En 1887, il participe à une mission ordonnée par Spencer Fullerton Baird (1823-1887) pour récolter des os de Grand pingouin. En 1896, il participe à une commission internationale sur les phoques du nord du Pacifique et de la mer de Béring aux côtés de David Starr Jordan (1851-1931), de Leonhard Hess Stejneger (1851-1943), de Charles Haskins Townsend (1859-1944), de D'Arcy Wentworth Thompson (1860-1948) et de James Melville Macoun (1862-1920). La commission doit se prononcer sur la chasse très importante dont faisaient l’objet les femelles et de la rapide diminution des populations.
En 1904, il est appelé pour devenir le conservateur en chef du muséum de Brooklyn : l’American Museum of Natural History, qu’il dirige en 1911. Les collections augmentent rapidement grâce à l’organisation de nombreuses expéditions scientifiques. Peu de temps avant sa mort, il est fait directeur émérite de l’institution.
Lucas entre à l’American Ornithologists' Union en 1888. Sur les 350 publications d’histoire naturelle qu’il fait paraître, 104 sont reliées aux oiseaux (dont un tiers dans The Auk).

## Source
- Charles Haskins Townsend (1930). In Memoriam : Frederick Augustus Lucas, The Auk, 47 (2) : 147-158.  (ISSN 0004-8038) — L’article donne la liste des publications de Frederic Augustus Lucas.